# Deivid
Deivid de Souza, född 22 oktober 1979 i Nova Iguaçu, är en brasiliansk före detta fotbollsspelare.

## Karriär
Deivid flyttade från Santos, där han spelat tillsammans med Robinho, i början på säsongen 2005-06 till Sporting Lissabon för en summa på 3,5 miljoner euro. Detta var den andra gången Deivid sökte lyckan i Europa efter en kortare tid i Frankrike året innan.
Deivid flyttade till Fenerbahçe SK i augusti 2006 för en summa på 4,5 miljoner euro. Han gjorde det andra målet i den 88:e minuten mot Trabzonspor den 13 maj 2007 och hjälpte Fenerbahçe att vinna den turkiska ligan efter att matchen slutade 2-2. Deivid gjorde ett viktigt mål mot Beşiktaş i den turkiska supercup-finalen följande år och gjorde också det avgörande målet på Şükrü Saracoğlu Stadion mot italienska Inter i öppningsmatchen av UEFA Champions League 2007/2008 den 19 september 2007. Deivid gjorde senare ett annat viktigt mål för Fenerbahçe på den andra matchdagen då han hjälpte dem att spela oavgjort mot CSKA Moskva på bortaplan. I den tredje gruppspelsmatchen blev han utvisad mot PSV Eindhoven. 
Genom att göra två mål i matchen mot Sevilla, vilket innebar att matchen slutligen fick avgöras på straffar, tog han Fenerbahçe till kvartsfinal i Champions League för första gången i klubbens historia. I den första kvartsfinalsmatchen mot Chelsea gjorde Deivid ett självmål i den trettonde minuten. Han kompenserade för misstaget genom att senare i matchen ge Fenerbahçe ledningen med 2-1, när han slog in bollen från 35 meters avstånd, efter att Colin Kazim-Richards kvitterat.